# Matej Jelić
Matej Jelić (ur. 5 listopada 1990 w Našicach) – chorwacki piłkarz występujący na pozycji napastnika w Bruk-Bet Termalica Nieciecza KS